# Исякаево (Ишимбайский район)
Исякаево (баш. Иҫәкәй) — деревня в Ишимбайском районе республики Башкортостан, входит в состав Макаровского сельсовета.

## История
Исякаево - поселение основано башкирами из племени юрматы, кармышевцами. Известно с начала XVIII века. По V ревизии в 33 домах жили 123 башкира и в одном дворе - 6 тептярей, припущенных в 1748 году. В 1859 году деревня насчитывала 408 человек и 35 дворов. 807 жителей и 177 дворов показала перепись 1920 года.
В 1839 году 45 дворов и 293 жителя владело 420 лошадьми, 448 коровами, 324 овцами, 108 козами; имели 400 ульев и 15 бортей. В начале 40-х годов XIX века засевали 280 пудов озимого и 488 пудов ярового хлеба.
Один из жителей Давлеткул Юмагузин - участник Отечественной войны 1812 года и кавалер двух серебряных медалей в 1839 году ещё был жив.

## Происхождение названия
Исторические варианты транскрипции Исакаево, Исекеево, Исекаева, Исякаева, от башкирского имени (антропонима) Иҫәкәй

## Население
В 1795 году в 34 дворах проживало 129 чел., в 1865 — 509 чел. в 115 дворах. 1906 г. — 670 чел. Перепись 1920 г. показала 807 человек. В 1939 — 744 чел., в 1959 — 711, в 1989 — 309, в 2002 — 247, в 2010 — 251.
| 2002 | 2009 | 2010 |
| ---- | ---- | ---- |
| 247  | ↗265 | ↘251 |

Национальный состав
Согласно переписи 2002 года, преобладающая национальность — башкиры (99 %).

## Географическое положение
Расположена деревня на р.Ряузяк, на территории заказника «Ишимбайский».
Расстояние до:
- районного центра (Ишимбай): 56 км,
- центра сельсовета (Макарово): 5 км,
- ближайшей ж/д станции (Стерлитамак): 54 км.

## Известные уроженцы
- Мухаметшин, Фаим Баязитович (род. 28 июня 1955) — российский юрист, преподаватель высшей школы, доктор юридических наук Российской Федерации, профессор, председатель Башкортостанского регионального отделения Общероссийской общественной организации «Ассоциация юристов России».

## Инфраструктура
Исякаевцы издревле занимались скотоводством, земледелием, лесными помыслами. Также башкиры  работали на золотых приисках, занимались изготовлением мельничных жерновов и деревянных изделий.
В 1906 году действовала мечеть, зафиксировано 2 кузницы, бакалейная лавка.
Действует ФАП, клуб, библиотека.